# 张若飞
张若飞（1951年—），甘肃岷县人，男性，汉族，中共党员。中华人民共和国政治人物、第十一届全国人民代表大会山东地区代表。
生于岷县十里镇寺上村，毕业于南开大学现代远程教育学院工商管理，曾担任青岛市人大常委会主任、党组书记。2008年至2013年担任全国人大代表。